# 张继咏
张继咏，湖北天门人，清朝政治人物。同进士出身。
康熙五十四年（1715年），登進士。雍正二年（1724年）接替王溯维任青浦县知县一职，雍正五年（1727年）由马谦益接任。